# Suzanne Dumont
Suzanne Marie Mathilde Dumont (Sint-Gillis, 12 juni 1883 - Elsene, 1969), ook wel Suzanne Dumon genoemd, was een Belgische kunstenares die vooral actief was in het domein van de decoratieve kunsten in de eerste helft van de 20ste eeuw. Ze hield zich hierbij onder andere bezig met boekbanden. Haar werk werd tentoongesteld op de expositie van La Libre Esthétique te Brussel in 1914 en op de Exposition internationale des Arts décoratifs et industriels modernes te Parijs in 1925.

## Privé leven en opleiding
Suzanne Dumont (ook wel Thuyon genoemd) werd geboren op 12 juni 1883 in Sint-Gillis, Brussel. Ze groeide op in een welgesteld milieu als dochter van advocaat en journalist Herman Dumont (1823-1892) en Georgina Devos (1860-1937). Ze is een achternicht van architect Albert Dumont (1853-1920), onder andere beroemd voor zijn ontwerp van het stadhuis van Sint-Gillis. Het is waarschijnlijk dat ze een opleiding in de decoratieve kunsten heeft gevolgd aan een Brusselse instelling waarbij ze les kreeg van Adolphe Crespin. Op 6 februari 1913 huwde ze Anatole Mühlstein (1889-1957), een Poolse diplomaat. Ze krijgen samen geen kinderen. In 1926 scheidt het koppel. Dumont overlijdt in 1969 in Elsene, Brussel.

## Professionele carrière en erkenning
Over Dumonts professionele carrière is weinig bekend. Dumont nam in 1914 deel aan de expositie van La Libre Esthétique met haar reliures. Ze woonde op dat moment in de Rue Capouillet 52 te Sint-Gillis (Brussel). In 1925 nam ze deel aan de Exposition internationale des Arts décoratifs et industriels modernes te Parijs. Op dat moment woonde ze in Brussel op de Phillips de Goedelaan 49. Op deze expositie toonde ze een grote diversiteit aan voorwerpen. Naast boekbanden werden er onder meer servies, vazen en beschilderde doosjes van haar hand tentoongesteld. Ook ontwierp ze in 1925 een kaft voor het literaire werk La Vie des Abeilles van Maurice Maeterlinck (1901). Dumont werkte met een voor haar typerende gemoderniseerde klassieke stijl. Ze werd geroemd door critici omdat ze boeken bekleedde op een manier die paste bij de inhoud van het boek.

## Prijzen
In 1925 ontving ze voor haar bijdrage aan de Exposition internationale des Arts décoratifs et industriels modernes een bronzen medaille.